# تياغو روتشا دا كونا
تياغو روتشا دا كونا (بالبرتغالية: Thiago Rocha da Cunha‏) هو لاعب كرة قدم برازيلي في مركز الوسط، ولد في 22 نوفمبر 1984 في ريو دي جانيرو في البرازيل. لعب مع بوتافوغو ريغاتاس ونادي أيه بي سي ونادي سبورت ريسيفه ونادي فلومينينسي.

## وصلات خارجية
- تياغو روتشا دا كونا على موقع قاعدة بيانات كرة القدم.إي يو (الإنجليزية)
- تياغو روتشا دا كونا على موقع Soccerway.com (الإنجليزية)